# Каркарпко
Каркарпко (местное Эмкэкун) — малый глыбово-галечный остров в Чукотском море. Административно входит в Иультинский район Чукотского автономного округа России.
Остров расположен при входе в лагуну Ванкарем. Ближайшая земля к острову в 2-х километрах к западу — мыс Ванкарем c одноимённым посёлком.
На Каркарпко находится лежбище  моржей.

## Топографические карты
- Лист карты Q-1-V,VI Ванкарем. Масштаб: 1 : 200 000. Состояние местности на 1970-71 год. Издание 1978 г.